# 37-я церемония награждения премии TVyNovelas
37-я церемония награждения премии TVyNovelas или иначе премия TVyNovelas 2019 (англ. TVyNovelas Awards 2019, исп. Premios TVyNovelas 2019), состоялась 10 марта 2019 года в Campo Marte Мехико, Мексика. Ведущими церемонии стали Арат де ла Торре и Монтсеррат Оливье. Трансляция премии велась в прямом эфире с 7:30 вечера по центральноамериканскому времени на телеканале Las Estrellas для стран Латинской Америки и сети Univision на территории США.
Выбор победителей премии осуществлялся при помощи зрительского голосования, проводимого в два этапа. В первом этапе, продолжающийся с 30 января по 14 февраля 2019 года включительно, публика выбирала из списка пре-номинантов своих любимцев, путём голосования через приложение Instagram и сайт журнала «TVyNovelas». 18 февраля был открыт второй этап голосования и зрители уже выбирали победителей из пяти номинантов в каждой категории, набравшие наибольшее количество голосов в первом этапе голосования. Второй этап голосования проходил на официальном сайте премии и завершился 9 марта.
Триумфатором вечера стала теленовелла «Любить до смерти», победившая в 14 из 15 номинаций и ставшая самой титулованной теленовеллой за всю историю существования премии TVyNovelas. Теленовелла «Семья моего мужа стала ещё больше» номинированная на премию в 21 категории, что тоже является рекордом премии, получила всего лишь одну награду.
Актриса Вероника Кастро, в качестве благодарности за продолжительную актёрскую карьеру в стенах компании Televisa (40 лет), была удостоена специальной награды.

## Свод наград и номинаций
| Название теленовеллы на русском   | Оригинальное название       | Количество номинаций | Количество наград |
| --------------------------------- | --------------------------- | -------------------- | ----------------- |
| Семья моего мужа стала ещё больше | Mi marido tiene más familia | 21                   | 1                 |
| Любить до смерти                  | Amar a muerte               | 15                   | 14                |
| Like                              | Like                        | 14                   | 1                 |
| Дочери Луны                       | Hijas de la luna            | 12                   | 0                 |
| Любовь вне закона                 | Por amar sin ley            | 9                    | 0                 |
| Пилот 2                           | La piloto                   | 6                    | 0                 |
| Мама чемпиона                     | La jefa del campeón         | 2                    | 0                 |
| Это должен был быть ты            | Tenías que ser tú           | 1                    | 0                 |

## Номинанты и победители

### Теленовеллы
| Лучшая теленовелла Объявление победителей: Майте Перрони и Себастьян Рульи | Лучший оригинальный сценарий или адаптация Объявление победителей: Арат де ла Торре и Монтсеррат Оливье |
| --- | --- |
| - Любить до смерти — Карлос Бардасано мл. - Пилот 2 — Карлос Бардасано мл. - Like — Педро Дамиан - Семья моего мужа стала ещё больше — Хуан Осорио - Любовь вне закона — Хосе Альберто Кастро | - Леонардо Падрон — Любить до смерти - Алехандро Похленес и Пальмира Олхуин — Дочери луны - Моника Ахудело, Хосе Альберто Кастро, Ванесса Варела и Фернандо Гарсилитиа — Любовь вне закона - Мария Балмори — Like - Пабло Феррер, Сантьяго Пинеда и Марта Хурадо — Семья моего мужа стала ещё больше |
| Лучшая актриса Объявление победителей: Габриэль Сото | Лучший актёр Объявление победителей: Анжелик Бойер |
| - Анжелик Бойер — Любить до смерти - Ливия Брито — Пилот 2 - Мишель Рено — Дочери луны - Сусана Гонсалес — Семья моего мужа стала ещё больше - Сурия Вега — Семья моего мужа стала ещё больше | - Мишель Браун — Любить до смерти - Арат де ла Торре — Семья моего мужа стала ещё больше - Карлос Ферро — Мама чемпиона - Даниэль Аренас — Семья моего мужа стала ещё больше - Давид Сепеда — Любовь вне закона |
| Лучшая актриса в отрицательной роли Объявление победителей: Галилеа Монтихо и Инес Гомес Монт | Лучший актёр в отрицательной роли Объявление победителей: Ливия Брито и Арап Бетке |
| - Клаудия Мартин — Любить до смерти - Барбара Ислас — Семья моего мужа стала ещё больше. - Гретель Вальдес — Это должен был быть ты - Илса Понко — Пилот 2 - Марилус Бермудес — Дочери луны | - Алехандро Нонес — Любить до смерти - Алексис Айала — Дочери луны - Херман Бракко — Семья моего мужа стала ещё больше - Оскар Швебель — Like - Хулиан Хиль — Любовь вне закона |
| Лучшая заслуженная актриса Объявление победителей: Сара Мальдонадо и Карлос Ферро | Лучший заслуженный актёр Объявление победителей: Макарена Ачага и Хуан Карлос Баррето |
| - Ракель Гарса — Любить до смерти - Кармен Салинас — Семья моего мужа стала ещё больше - Синтия Клитбо — Дочери луны - Диана Брачо — Семья моего мужа стала ещё больше - Исела Вега — Like | - Алексис Айала — Любить до смерти - Гильермо Гарсия Канту — Любовь вне закона - Омар Фьерро — Дочери луны - Патрисио Кастильо — Семья моего мужа стала ещё больше - Рафаэль Инклан — Семья моего мужа стала ещё больше |
| Лучшая актриса второго плана Объявление победителей: Андреа Легаррета и Хулиан Хиль | Лучший актёр второго плана Объявление победителей: Альтаир Харабо и Давид Сепеда |
| - Макарена Ачага — Любить до смерти - Альтаир Харабо — Любовь вне закона - Габриэла Платас — Семья моего мужа стала ещё больше - Жеральдин Галван — Дочери луны - Лаура Виньятти — Семья моего мужа стала ещё больше                                                                               | - Артуро Барба — Любить до смерти - Хосе Пабло Минор — Любовь вне закона - José Pablo Minor — Семья моего мужа стала ещё больше - Марио Моран — Дочери луны - Родрико Мюррей — Like |
| Лучшая молодая актриса Объявление победителей: Гретель Вальдес и Алехандро Нонес | Лучший молодой актёр Объявление победителей: Синтия Уриас и София Эскобоса |
| - Барбара Лопес — Любить до смерти - Але Мюллер — Like - Джейд Фрейзер — Семья моего мужа стала ещё больше - Макарена Гарсия — Like - Роберта Дамиан — Like | - Сантьяго Ачага — Like - Карлос Саид — Like - Эмилио Осорио — Семья моего мужа стала ещё больше - Гонсало Пенья — Любить до смерти - Маурисио Эбад — Like |
| Лучшая операторская работа Объявление победителей: Арат де ла Торре и Монтсеррат Оливье | Лучшая режиссура Объявление победителей: Сусана Гонсалес и Рауль Араиса |
| - Маурисио Мансано и Марта Монтуфар — Семья моего мужа стала ещё больше - Бернардо Нахера и Маурисио Мансано — Любовь вне закона - Габриэль Васкес Булман и Хесус Нахера — Дочери луны - Вивиан Санчес Росс и Даниэль Феррер — Like - Уолтер Дохнер, Виктор Эррера и Луис Родригес — Мама чемпиона | - Алехандро Лосано, Карлос Кокк и Роландо Окампо — Любить до смерти - Роландо Окампо — Пилот 2 - Аурелио Авоньа, Франсиско Франко и Хуан Пабло Бланко — Семья моего мужа стала ещё больше - Луис Пардо и Елой Гануса — Like - Сальвадор Санчес и Алехандро Гамбоа — Дочери луны |
| Лучший актёрский состав Объявление победителей: Мариана Торрес и Хосе Рон | Лучшая музыкальная тема Объявление победителей: Мане де ла Парра, Мишель Рено и Поло Морин |
| - Любить до смерти — Карлос Бардасано - Дочери луны — Никандро Диас - Пилот 2 — Карлос Бардасано - Семья моего мужа стала ещё больше — Хуан Осорио - Любовь вне закона — Хосе Альберто Кастро | - «Me muero» Исполнитель и автор: Карлос Ривера — Любить до смерти - «Tengo» Группа «Timbiriche» Авторы: Херардо Лопес Сото, Эдуардо Санчес де Тахле, Сесар Эухенио Сега и Паоло Стефанони — Дочери луны - «Buena vida» Исполнители: Натти Наташа и Дэдди Янки Автор: Мануэль Рамос — Пилот 2 - «Este movimiento» Исполнитель: Like Автор: Роберто Дамиан — Like - «Tú eres la razón» Исполнители: Группа «Los Fontana» и Маргарита ла Диоса де ла Кумбия Авторы: Хорхе Эдуардо Маргуйя и Маурисио Арриага — Семья моего мужа стала ещё больше |

### Телепрограммы
| Лучшая многожанровая программа Объявление победителей: Рената Нотни и Хосе Мария Торре | Лучшая программа на платном телевидении Объявление победителей: Марилус Бермудес и Алехандро Кальва |
| --- | --- |
| - Роза Гваделупе — Мигель Анхель Эррос - Как говорится — Хеновева Мартинес - Лицом к истине — Рубен Халиндо | - Монтсе и Джо (исп. Montse y Joe) — Ракель Роча - С вашего позволения (исп. Con permiso) — Йорди Росадо - Время играть (исп. Game Time) — Йорди Росадо - Они в эфире (исп. Miembros al aire) — Лало Суарес - Настоящие Богини (исп. Netas Divinas) — Леонардо Симброн, Моника Варгас Селлс и Родриго Кальдерон |
| Лучшая комедийная программа Объявление победителей: Эмилио Осорио и Хоакин Бондони | Лучшая развлекательная программа Объявление победителей: Клаудия Мартин и Роберто Паласуэлос |
| - Мы, красавчики — Гильермо дель Боске - 40 и 20 — Густаво Лоса - Пародия — Рейнальдо Лопес - Как сказал Симон — Педро Ортис де Пинедо - Соседи — Элиас Солорио                                                                                               | - Сегодня — Магда Родригес - Давай, рассказывай! (исп. Cuéntamelo ya) — Нино Канун - Чужаки (исп. Intrusos) — Кармен Армендарис - Поздней ночью (исп. Más noche) — Исраэль Хайтович |
| Лучшее реалити-шоу Объявление победителей: Ирина Баева и Алексис Айала | |
| - Умираю со смеху (исп. Me caigo de risa) — Эдуардо Кастельот - Голос — Мигель Анхель Фокс - Смотри кто танцует — Рейнальдо Лопес - Противостояние четырёх элементов — Франк Шуерманн - Всё остаётся в семье (исп. Todo queda en familia) — Эдуардо Кастельот | |

## Исполнители
Артисты исполнившие свои музыкальные композиции в живую, во время трансляции церемонии:
- Майте Перрони — «Brillarás»
- Карлос Ривера[исп.] — «Sería más fácil» и «Me muero»
- Группа «Los Ángeles Azules»[исп.] — «Nunca es suficiente»
- Глория Треви — «Vas a recordarme» и «Me lloras»

## В память об ушедших
Часть церемонии, посвящённая памяти ушедших из жизни артистов была представлена Аратом де ла Торре и Монтсеррат Оливье.
Посвящение проходило под песню «Brillaras» в исполнении Майте Перрони.
Дань уважения была отдана следующим 20 артистам:
- Агустин Берналь
- Грасиэла Бернардо
- Кармела Рей
- Рохелио Герра
- Арселия Ларраньяга
- Хайме Пуга
- Грегорио Касаль
- Фела Фабрехас
- Алехандро Агилера Мендиета
- Эстебан Майо
- Сантьяго Галиндо
- Мария Рубио
- Мелькуидес Санчес Ороско
- Лучо Гатика
- Лурдес Десчамс
- Фернандо Лухан
- Мати Уитрон
- Тельма Тиксу
- Фернандо Гаитан
- Кристиан Бах